# Wahl zum Senat der Türkei 1975
Die Türkei hielt Senatswahlen am 12. Oktober 1975 ab.
In dieser Wahl wurden 54 Mitglieder des Senats gewählt – 50 Mitglieder für 1/3 des Senats und 4 freie Sitze.

## Ergebnisse
| Partei                                      | Vorsitzender      | Stimmen   | Anteil | Sitze |
| ------------------------------------------- | ----------------- | --------- | ------ | ----- |
| Republikanische Volkspartei (CHP)           | Bülent Ecevit     | 2.281.470 | 43,4 % | 25    |
| Gerechtigkeitspartei (AP)                   | Süleyman Demirel  | 2.147.026 | 40,8 % | 27    |
| Nationale Heilspartei (MSP)                 | Necmettin Erbakan | 465.731   | 8,9 %  | 2     |
| Partei der Nationalistischen Bewegung (MHP) | Alparslan Türkeş  | 170.357   | 3,2 %  |       |
| Demokratische Partei (DP)                   | Ferruh Bozbeyli   | 165.170   | 3,1 %  |       |
| Türkische Einheitspartei (TBP)              | Mustafa Timisi    | 23.283    | 0,5 %  |       |
| Unabhängige                                 |                   | 2.851     | 0,1 %  |       |